# Ścięgno Achillesa
Ścięgno Achillesa, ścięgno piętowe (łac. tendo Achillis, tendo calcaneus) – największe ścięgno w organizmie człowieka, tworzone przez łączące się ścięgna mięśnia brzuchatego łydki (łac. musculus gastrocnemius) i mięśnia płaszczkowatego (łac. musculus soleus). Jest szerokie i płaskie w części szczytowej, natomiast stopniowo zwęża się i grubieje ku dołowi. Kończy się wyraźnym poszerzeniem w miejscu jego przyczepu na guzie piętowym.
Nazwa tego ścięgna wywodzi się od mitycznego Achillesa.